# Ronnie Aldrich
Ronnie Aldrich (Ronald Frank Aldrich) nasceu em 15 de fevereiro de 1916, em Erith, no condado de Kent, Inglaterra, e faleceu em 30 de setembro de 1993, na ilha de Man. Foi um dos precursores do estilo musical chamado easy listening (ou lounge music), assim como Franck Pourcel, Paul Mauriat, Percy Faith, entre outros. Foi pianista de jazz, regente, compositor e fez arranjos musicais. Filho único de um gerente de loja, começou a tocar piano aos três anos de idade. Ele estudou em Harvey Grammar School, Folkestone, e ensinou violino em Guildhall School. Antes da Segunda Guerra Mundial, Aldrich foi para a Índia tocar jazz e ganhou fama nos anos 40 como líder do The Squadronaires, até que foi dissolvido em 1964.
Ele foi notável ao desenvolver gravações tocando dois pianos (série Decca Phase 4 Stereo). Ele gravou para a Decca Record Company, nos anos 60 e 70, mudando para Seaward Ltd (sua própria companhia) licenciada para a EMI nos anos 80. Ele também transmitiu na BBC Radio 2 com sua própria orquestra, bem como com a BBC Radio Orchestra e a BBC Scottish Radio Ochestra, com sede na BBC Glasgow. Aldrich também gravou faixas especiais que foram lançadas pela Reader's Digest.
Ronnie foi nomeado diretor musical da Thames Television e, portanto, amplamente conhecido como o diretor musical do programa de televisão The Benny Hill Show.[carece de fontes?]
Ele morreu de câncer de próstata aos 77 anos.